# محمد سليم الجندي
محمد سليم بن محمد تقي الدين الجندي (24 أغسطس 1881 - 24 أكتوبر 1955) لغوي ومدرّس وشاعر سوري. ولد في معرة النعمان، ونشأ فيها. هاجر مع أبيه المفتي من المعرة إلى دمشق، فقرأ على علماءها. ثم عِيّن في ديوان الرسائل من 1918 حتى 1924، ثمّ أستاذًا للأدب العربي، ثمّ مديرًا للكليّة الشرعية‌ سنة 1948. له أشعار وعدة مؤلفات في الأدب والتاريخ وغيره. 

## سيرته
ولد محمّد سليم بن محمد تقي الدين بن سليم الجندي العبّاسي في يوم 24 أغسطس 1881/ 29 رمضان 1298 في معرة النعمان ونشأ بها. هاجر مع إبيه إلى دمشق في 1901 فقرأ على علماءها. عين للإنشاء في ديوان الرسائل من 1918 حتى 1924 ثم أستاذًا للأدب العربي في مدرسة التجهيز إلى سنة 1940 فناظرًا ثم مديرًا للكلية الشرعية‌ في 1947.

ثمّ عيّن عضواً في المجمع العلمي العربي في 1922، ولما بلغ الستين من عمره أحيل إلى التقاعد، فعكف على المطالعة والتأليف في بيته. 
توفي سليم الجندي في 8 ربيع الأول 1375/ 24 أكتوبر 1955 ودفن في دمشق.

## شعره
سار في نظم على نسق أبي العلاء المعري ونسج على منواله في كثير من شعره. وصفه عبد العزيز البابطين في معجمه «شاعر قليل الإنتاج الشعري، نظم في عدد محدود من أغراض الشعر كالرثاء والوصف والهجاء، اشتهر بالتأريخ الشعري، فقصده الكثيرون طلبًا لتواريخ لتنقش على شواهد قبور موتاهم، تأثر بأبي العلاء المعري وخاصة في الحكمة والبلاغة، وغلب على قصائده الاتجاه التربوي الأخلاقي، واتسمت بجزالة الألفاظ، ورصانة الأسلوب.»

## جوائزه
- 1941: وسام الاستحقاق السوري، تقديرًا لجهوده في تعليم اللغة العربية وغيرها من العلوم.[8]

## مؤلفاته
- الجامع في أخبار أبي العلاء وآثاره
- ديوان شعر
- تاريخ معرّة النعمان
- إصلاح الفاسد من لغة الجرائد
- عمدة الأديب
- شرح ديوان النّابغة
- المنهل الصافي في العروض القوافي
- الكرم